# Raadhuis van De Rijp
Het Raadhuis De Rijp is een monumentaal stadhuis (raadhuis) in het dorp De Rijp, gemeente Alkmaar, in de Nederlandse provincie Noord-Holland.

## Geschiedenis
Het raadhuis is in 1630 ontworpen door Leeghwater. De meestertimmerman was Sijmen Jacobs en de meestermetselaar Adriaan Claaszoon van Muijden. Het gebouw overleefde de brand van 6 en 7 januari 1654.
In dit raadhuis was ook de waag. Op de begane grond is nog een weeginrichting (De Waag), waar vroeger onder andere vee en producten van landbouw en nijverheid werden gewogen. De waag heeft drie ingenagen: een aan de Kleine Dam, een aan het water en een aan de straat achter het gebouw.
Op de eerste verdieping, te bereiken via een dubbele trap aan de voorzijde van het gebouw, is de raadszaal, de burgemeesterskamer en de secretarie.
Tegenwoordig is de VVV Graft-De Rijp in het raadhuis gevestigd. Het doet ook nog dienst als trouwlocatie. Het raadhuis is uitsluitend onder leiding van een gids te bezoeken.

## Vergelijkbare raadhuizen
Het raadhuis van De Rijp kent een aantal raadhuizen die vergelijkbaar zijn in opzet, vorm en architectuur. Het gaat hierbij om de volgende raadhuizen:
- Raadhuis van Jisp
- Raadhuis van Graft
- Raadhuis van Grootschermer

Alle vier de raadhuizen stammen uit de 17e eeuw en zijn gebouwd in de stijl van de (Hollandse) renaissance.